# Exclusives
Exclusives è la prima raccolta del rapper italiano Rancore, pubblicata in free download sul Nill Forum il 22 novembre 2011.

## Il disco
Contiene cinque tracce più una traccia fantasma. Come featuring troviamo diversi membri della TDC21 (Mr Cioni, Maut, Pordinero & Pinto), LowLow dell'NSP, Tony Sky, Cane Secco dell'Xtreme Team e gli Apachekipe. La sopracitata Ghost Track è l'ultima traccia realizzata da RINquore, alter ego di Rancore. Nella raccolta sono presenti come extra l'intera discografia di Rancore (fino al giorno dell'uscita del progetto) e la sua biografia.

## Tracce
1. Sono buono – 3:10
2. Meglio (feat. Apachekipe) – 5:01
3. Corri (feat. Mr Cioni & Maut) – 3:43
4. Capodanno 2010 Bunker Studio (feat. Mr Cioni, Tony Sky, Pordinero, Cane Secco, Pinto & LowLow) – 3:22
5. Segui me (Bonus Track) – 4:20
6. La morte di RINquore – 3:30 – traccia fantasma